# Century City/Constellation (métro de Los Angeles)
 (2026).
Century City/Constellation est une future station de métro américaine à Los Angeles, dans le comté de Los Angeles, en Californie. Située sur la ligne D du métro de Los Angeles entre Westwood/UCLA et Wilshire/Rodeo, elle doit ouvrir en 2026.